# ロシア軍爆撃機撃墜事件
ロシア軍爆撃機撃墜事件（ロシアぐんばくげききげきついじけん）は、2015年11月24日にトルコ・シリア国境付近で、ロシア空軍の戦闘爆撃機がトルコ軍に撃墜された事件。

## 概要
2015年11月24日9時20分頃、トルコとシリアの国境付近で、ロシア空軍のSu-24戦闘爆撃機がトルコの領空を侵犯したとして、トルコ軍のF-16戦闘機に撃墜され、シリア北部に墜落した。トルコ軍は国籍不明機2機が領空を侵犯したと認識し、10回警告したが領空侵犯を続けたため1機を撃墜したと主張している。Su-24の乗員2人が死亡したとみられる。乗員2人は緊急脱出装置で脱出したが、シリア反体制派武装勢力は同日夕方、「乗員2人を射殺した」と発表した。ロシアも「乗員1人が脱出後に地上から銃撃を受けて死亡した」と発表している（もう1人は消息不明）。Su-24は撃墜される前、シリアのトルコ系少数民族トルクメン人の居住地域を爆撃していたという。また、乗員の捜索にあたっていたロシア軍のヘリコプターがシリア反体制派によるとみられる攻撃を受けて損傷し、政府軍支配地域に不時着し、乗員1人が死亡したという。
ロシア軍は10月3日にも、トルコの領空を侵犯したとしてトルコから抗議を受け、「操縦ミスだった」と説明している。
ロシアのニュース通信社「スプートニク」によれば、パラシュート降下中のパイロットを殺害した、トルコの極右武装組織「灰色の狼」所属のアルプアルスラン・チェリクをトルコ・イズミール市でトルコ当局が武器の不法所持の容疑で拘束したという。
また、Su-24を撃墜したトルコ軍パイロットも2015年の11月にトルコ当局により逮捕されたとのことである。

## 各国及び国際機関の対応

### ロシア
ウラジーミル・プーチン大統領は「トルコとの国境から1キロのシリア領内の上空6000メートルで撃墜された」と領空侵犯を否定し、「テロの共犯者による背後からの攻撃で（ロシア兵の命が）失われた」「爆撃機はトルコに脅威を与えていなかった。ロシアとトルコの2国間関係に深刻な影響を与えるだろう」と述べ、ラブロフ外相は翌日に予定していたトルコ訪問を中止した上、トルコとの軍事的な接触を中断した。軍参謀本部は「トルコ軍機がシリア領空を侵犯した」「交信や目視による接触を試みる動きは確認されなかった」と述べ、国防省は在モスクワ・トルコ大使館の武官を同省に呼んで「トルコ軍による非友好的な行動だ」と抗議した。28日、プーチンはトルコ産品の輸入禁止又は制限、トルコ企業の国内での活動の制限、2016年1月からのトルコ人労働者の新規雇用禁止などを盛り込んだ大統領令に署名した。また、トルコ紙イェニ・シャファクなどによると、事件翌日の25日午後、ロシア南部のクラスノダールで開かれていた国際展示会のトルコ企業ブースに警察が入り、労働ビザなしで参加していたトルコ人26人を拘束し、労働者らはソチの一時収容施設に送られ、10日後に国外退去させる決定が下されたという。ペスコフ大統領報道官は国営テレビのインタビュー番組で、トルコのエルドアン大統領の娘婿がISの石油ビジネスに関与している可能性を示唆した。在露トルコ大使館は石や塗料が投げ付けられ、窓ガラスが割れたり壁が塗料で汚れるなどの被害が出たほか、「トルコとISが裏で繋がっている」などの抗議文が書かれた紙が貼られた。12月18日、国防省が撃墜された機体を調べたところ、飛行データを記録した装置が破損していることがわかった。

### トルコ
アフメト・ダウトオール首相は「空・陸の国境侵犯には、誰に対してであろうと、あらゆる措置を取る権利がある。我々が戸惑うことはない」と述べた。エルドアン大統領はロシア軍が空爆を行っているトルコに近いシリア北西部について「私たちと同じトルコ系民族が暮らす地域で、ISとは関係がない。親戚が爆弾で攻撃を受け、攻撃が激しさを増していることに強く抗議する」と述べた。そして国連安全保障理事会と潘基文国連事務総長に書簡を送り、「国籍不明の戦闘爆撃機2機が自国領空を侵犯したことから1機を撃墜した」と説明し、自国の対応は正当だったと主張した。30日、エルドアン大統領は、ロシアのプーチン大統領が「トルコはISから石油を密輸している」と指摘したことについて「証拠があるなら見せてもらいたい。証明されれば私はこの職にとどまっていられない」「テロ組織と商売をするほどトルコは下品ではない」と否定し、ダウトオール首相も12月1日に「根拠のない誹謗中傷だ」と反発した。

### アメリカ合衆国
バラク・オバマ大統領は「トルコには、自国の領土と領空を守る権利がある」「ロシアが、穏健な反政府勢力を攻撃していることが問題だ（ISの壊滅を掲げながら、アサド政権を擁護することを目的に反政府勢力への攻撃を行ってきたことが、今回の事態の背景にある）」と述べた上で、「トルコとロシアが直接話し合いを行い、事態がエスカレートしないようにすることが重要だ」と述べた。30日、国務省のトルドー報道部長は、ロシア軍機がトルコの領空を侵犯したことを示す「トルコ側と我々独自の証拠がある」と明言した。

### フランス
フランソワ・オランド大統領は「重大な事態で残念なことだ。事態がエスカレートすることは避けなければならない。われわれが取り組まなければならないのはISとの戦いだ」と述べた。

### 国際連合
国際連合のデュジャリック報道官は「関係するすべての国に緊張を緩和するためのあらゆる措置をとるよう求める。こうした事態が繰り返されないためにも、原因の究明が必要だ」と述べ、ロシア・トルコ双方に冷静な対応を呼びかけた上で、「シリアでの空爆に関わる国々は、不測の事態を招かないよう、細心の注意が必要だ。とくに一般市民の巻き添えを避けるよう、最大限の配慮をしなければならない」と述べ、ISへの軍事作戦を進める各国に対して慎重な対応を呼びかけた。

### 北大西洋条約機構
9時22分頃、ロシア軍機2機がトルコ南部の領空に侵入し、旋回して9時24分に再び領空内に2.52 - 2.13km入り込み、17秒間侵犯し、トルコ軍は1回目に11回、2回目に10回警告した後撃墜したと分析した。また、ロシア軍は10月3・4日にもトルコ領空を侵犯し、トルコ政府はロシアに再三に渡り「次の領空侵犯は容認できない」と警告していたとしている。そして「複数の加盟国の状況分析とトルコの情報が合致している」、「トルコが領土（領空）を保持することを支持する」とロシアに警告し、両国の直接対話による緊張緩和を求め、「NATOの境界での事態を注意深く追う」とロシアが報復などの行動に出ないよう警告し、さらにロシアの軍事行動について「ISがいない地域を標的にしている」と批判すると同時に「共通の敵はISだ。あらゆるISとの戦いを歓迎する」と軌道修正を求めた。

## その後
この事件をきっかけにロシアは対トルコ経済制裁を発動し、トルコを苦しめた。さらにトルコはこれと前後してロシア以外の多くの国とも外交関係が悪化し、テロも頻発したため観光収入は激減した。2016年6月、追い詰められたエルドアンはプーチンに書簡で撃墜事件を謝罪し、ロシア兵士を殺害したトルコ人の訴追を約束することでロシアとの和解を図った。この様はプーチンとエルドアンを両国の伝統的君主になぞらえ「スルタンがツァーリに跪いた」と表された。

## 本事件を主題とした映画
Небо(空)
(国際公開及び英訳題名:Mission "Sky")
2021年制作のロシア航空アクション戦争映画。監督はイゴール・ペトローヴィチ・ペトレンコ（ロシア語: Игорь Петрович Петренко Igor Petrovich Petrenko)。トルコ空軍所属のF-16によって、ロシア空軍機であるSu-24M型機が撃墜され、機長オレグ・ペシコフ(Олег Пешков)中佐（死後に「ロシア連邦英雄」追贈）と、副操縦士コンスタンチン・ムラフチン(Константин Мурахтин)大尉が射出座席により墜落する機体から脱出するも、シリア反体制派武装勢力による地上からのパラシュート銃撃によりオレグ・ペシコフ中佐が戦死、戦闘捜索救難作戦に参加したヘリコプターであるミル設計局製Mi-8が着陸後に前記武装勢力による銃撃を受けた結果、ロシア海軍歩兵隊員「アレクサンドル・ポズニッチ」(Александр Позынич / Alexandr Pozynich)が戦死、副操縦士コンスタンチン・ムラフチン(Konstantin Murakhtin) 大尉のみが敵地脱出に成功し生還した。